# Teatro de Corea

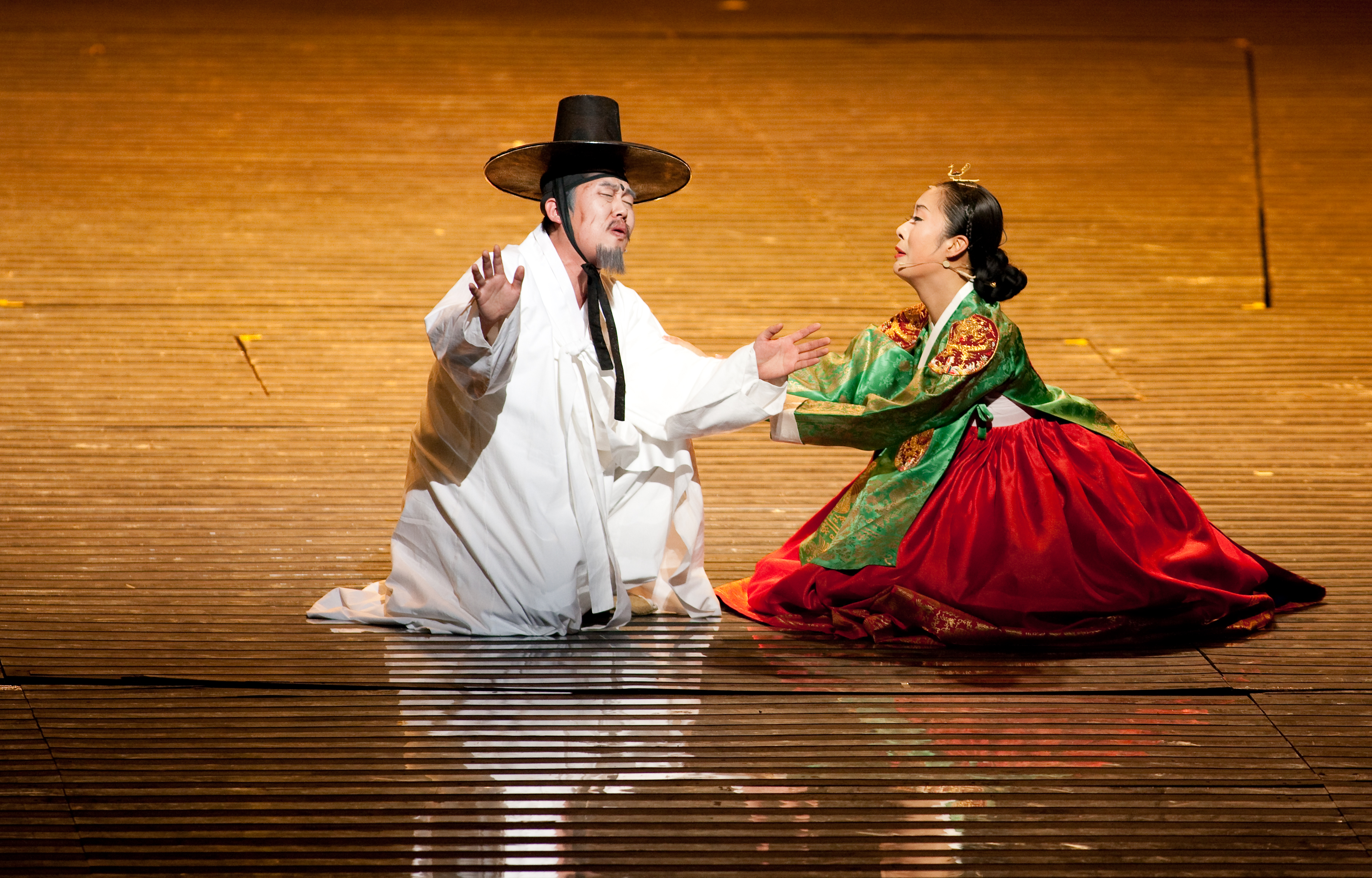
La vestimenta es formal y a la vez muy colorida, son profundamente expresivos y no requieren de mayor verbo para impresionar a los amantes del arte coreano.

Las representaciones teatrales de Corea se realizaban originalmente en patios, aunque ahora se han trasladado a escenarios. Se realiza en coreano y generalmente está compuesto por personas de ascendencia coreana. El teatro coreano, que destaca en la antigua Corea, sigue siendo famoso en la actualidad y está ganando popularidad en todo el mundo.
El teatro coreano antes del siglo XX era más actuación que drama. No hubo drama impulsado por la trama, y todas las representaciones se llamaban Nolum (놀음) o Yeonhee (연희), que significa "juego".
Hasta el siglo XIX, la forma principal de teatro público coreano fue Talchum (en hangul, 탈춤; significado, ‘danza de máscaras’) y Pansori (en hangul, 판소리). En Talchum, varios jugadores con máscaras interpretan un texto vagamente fijo a través de bailes, diálogos y canciones. Dado que los artistas pudieron ocultar sus identidades, muchas de las obras que se interpretaron fueron sátiras. Pansori es una forma de contar historias en la cual hay un intérprete central que, a través del diálogo y la canción, recorre una historia completa y otro intérprete que agrega ritmo y estado de ánimo a la historia golpeando un tambor y poniendo sonidos verbales. Ni Talchum ni Pansori tenían un guion fijo: se transmitían oralmente de generación en generación.
Después de que Corea abrió sus puertas a los países extranjeros a finales del siglo XIX, el primer teatro interior moderno, Hyopyul-sa (en hangul, 협률사) se construyó en 1902, y las nuevas obras de teatro (en hangul, 신극; romanización revisada, singeuk) comenzaron a aparecer. El término nuevas obras era usado por los actores coreanos para el drama occidental en ese momento. Se introdujo el escenario del proscenio al igual que Shakespeare, y hubo un movimiento entre los practicantes del teatro para definir una línea entre el teatro tradicional coreano y la nueva ola.

## Principales teatros en Corea
- Hyopyul-sa
- Jump (actuación cómica de artes marciales)
- Teatro Nacional de Corea